# Görtscheid
Die Ortslage Görtscheid im Wohnquartier Vohwinkel-Mitte im Wuppertaler Stadtbezirk Vohwinkel geht auf eine alte Hofschaft zurück.

## Lage
Die Hofschaft befand sich im Westen des Stadtteils an dem südlichen Hang der Vohwinkeler Senke.
Benachbarte Ortslagen sind Simonshöfchen, Krutscheid, Simonshaus, Ölbers, Zur Linden, Schrotzberg, Porten, Kirschsiepen, Bracken und Schlüssel.

## Etymologie
Die Herkunft des Namens ist nicht gesichert, sie könnte von dem niederbergischen Wort ‚Gür‘ (= Maulwurf) stammen. Mit dem Namenssuffix -scheid = ‚Scheide‘ = Grenze, kann auf einer Gemarkungsgrenze oder auch eine Wasserscheide gemeint sein.

## Geschichte
Görtscheid, eine kleine Hofschaft, gehörte bis zu Beginn des 19. Jahrhunderts zur Oberste Honschaft Haan im bergischen Amt Solingen.
In dem Kartenwerk Topographia Ducatus Montani des Erich Philipp Ploennies aus dem Jahre 1715 ist der Ort mit dem Namen ‚Görzhus‘ eingezeichnet. Eine frühere Namensnennung als ‚Gortzes‘ und ‚Görtshauß‘ wird auch erwähnt. Auf der Karte ab 1824 ist die Ortslage als ‚Gortges‘ beschriftet. Zu dieser Zeit führen zwei Wege nach Görtscheid, einmal von Süden her von der Hofschaft Schlüssel und aus dem Osten von der Hofschaft Unterste Bracken. Ein weiterer Weg führt zur benachbarten Hofschaft Simonshaus.
In der Schreibweise ‚Görtscheid‘ ist die Ortslage erstmals auf der Karte von 1843 bezeichnet. Der Weg nach Schlüssel hat sich nach der Karte her von der Bedeutung verloren und wird durch einen Verkehrsweg nach der Hofschaft Engelshöhe verdrängt.
Ende des 19. Jahrhunderts entstanden einige Gruben einer Ziegelei um Görtscheid, auf der Karte 1892/94 ist auch erstmals ein Teich an dieser Ortslage eingezeichnet. Die Hofanlage gehörte zum Kirchspiel Haan und kam 1894 nach Vohwinkel, das 1929 mit Elberfeld und Barmen zu Wuppertal vereinigt wurde.
Der Teich würde bis Ende der 1960er aufgelassen als sich ein Unternehmen dort vergrößerte. In den frühen 1971ern wurde das Hofeshaus geschleift.
Heutzutage befinden sich nur noch verschüttete Kellerräume in einem kleinen Waldstück nahe der Straße Görtscheid. Diese Überreste wurden teilweise von einem kleinen Team um Robin Kostka freigelegt, die Ausgrabung wurde mangels Geldern eingestellt.

## Die heutige Straßen
Nach dieser Ortslage ist die Straße Görtscheid und Görtscheider Straße benannt worden. Die Straße Görtscheid, sie geht auf den historischen Weg von der Engelshöhe zurück, stellt eine Verbindung zu der Straße Westring und Ludwig-Richter-Straße her. Die Görtscheider Straße ist eine Verbindungsstraße von der Rembrandstraße und der Corneliusstraße und erhielt ihren Namen am 19. Juli 1900.